# 圣迭戈海军基地

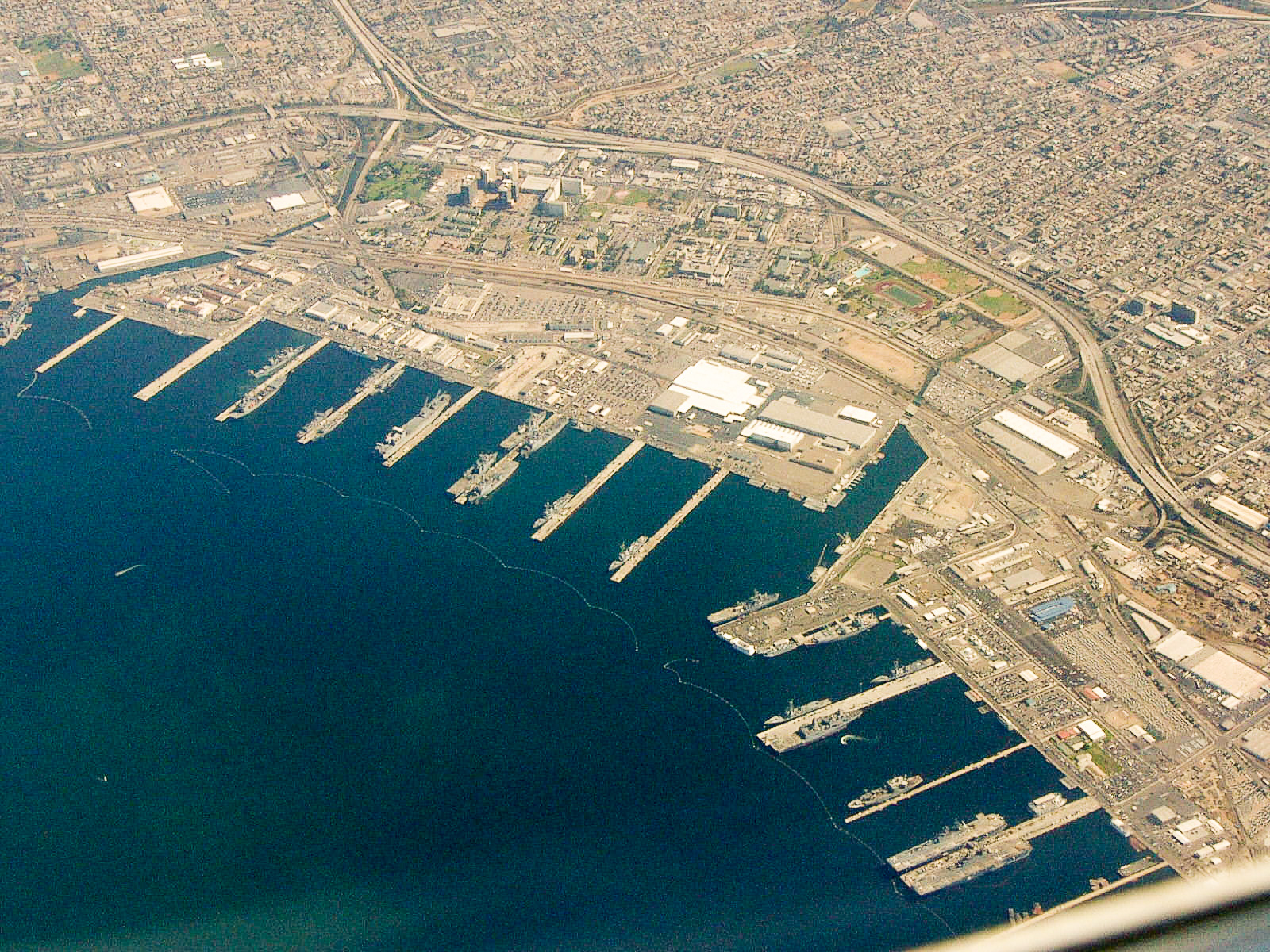
聖地牙哥海軍基地全景

聖地牙哥海軍基地（英語：Naval Base San Diego）位於美國加利福尼亞州聖迭戈，是美國海軍在西海岸最大的海軍基地，也是美國太平洋艦隊的主要母港之一。

## 以此基地為母港的艦船
- 西奧多·羅斯福號航空母艦（CVN71）
- 亞伯拉罕·林肯號航空母艦（CVN72)
- 的黎波里號兩棲突擊艦（LHA-7）

## 外部連結
- （英文）聖地牙哥海軍基地官方網站（页面存档备份，存于）
- （英文）聖地牙哥海軍基地設施簡介－Navyusa.org